# Cis lineatulus
Cis lineatulus es una especie de coleóptero de la familia Ciidae.

## Distribución geográfica
Habita en Asia Central; Turquestán.